# Mary Vivian Pearce
Mary Vivian Pearce (Baltimore, 9 de noviembre de 1947) es una actriz estadounidense. Ha trabajado principalmente en las películas de John Waters.

## Vida y carrera
Pearce es la mejor amiga de la infancia de Waters y ha actuado en todas sus películas. Gracias a su trabajo con Waters, se la considera una de las dreamlanders, el elenco y equipo técnico habitual de Waters. Junto con Mink Stole y Pat Moran, es una de las tres únicas actrices que han aparecido en todas sus películas hasta la fecha. Pearce siempre aparece acreditada por su nombre real, pero en su vida personal se la conoce como Bonnie. Su primera película con Waters, en 1964, fue un cortometraje independiente de 17 minutos titulado Hag in a Black Leather Jacket. La película nunca se estrenó. En el resto de las películas de Waters, ha interpretado papeles principales y secundarios.
Sus papeles más famosos fueron en Mondo Trasho, Multiple Maniacs, Pink Flamingos, Female Trouble y Vivir desesperadamente, de Waters. Sin embargo, con el paso de los años, Pearce apareció cada vez menos en las películas de Waters, generalmente como extra o como un personaje sin gran impacto en la trama. Sigue apareciendo en las películas de Waters; apareció como manifestante en Cecil B. Demented, pocas semanas después de recibir una cirugía cerebral.

## Vida personal
A los dieciocho años, Pearce se casó con un jockey que trabajaba en Saratoga. En una entrevista con Gerald Peary, Pearce explicó que se fue a Provincetown a vivir con Waters y su entonces novia, Mona Montgomery:
Tenía 18 años, y fue tres meses después de casarme. Mi esposo era jockey en Saratoga y le dijo a mi padre que lo había dejado y me había escapado con beatniks. ¡Me enojé muchísimo con él por decírselo! En mi opinión, fue un matrimonio fingido para que me fuera de casa. Había devuelto todos nuestros regalos de boda y comprado libros y discos.
La alma mater de Pearce es Goucher College. Tiene un posgrado en escritura creativa. Vive actualmente en Baltimore, con su hermana y su cuñado.

## Filmografía
| - Hag in a Black Leather Jacket (1964) como Bailarina del bodie verde - Roman Candles (1966) como Mujer atacada por fan - Eat Your Makeup (1968) como Modelo secuestrada - Mondo Trasho (1969) como La Carcasa - The Diane Linkletter Story (1969) como Señora Linkletter - Multiple Maniacs (1970) como Bonnie/Cavalcade Patron - Pink Flamingos (1972) como Cotton - Female Trouble (1974) como Donna Dasher - Vivir desesperadamente (1977) como Princesa Coo-Coo - Polyester (1981) como Monja en la casa de las madres no casadas | - Hairspray (1988) como Madre de Hairhopper - Cry-Baby (1990) como Madre del picnic (escena eliminada) - Serial Mom (1994) como Compradora de libros - Pecker (1998) como Homófoba - Divine Trash (1998) como ella misma - Cecil B. DeMented (2000) como Señora de la familia - A Dirty Shame (2004) como Exadicta al sexo no prejuiciosa en la reunión - I Am Divine (2013) como ella misma - Squirrel (2017) como Señora Mueller, malvada directora de escuela |